# Р-29Р
Р-29Р (индекс УРАВ ВМФ — 3М40, код СНВ — РСМ-50, код МО США и НАТО — SS-N-18, Stingray) — советская жидкостная двухступенчатая баллистическая ракета для вооружения подводных лодок. В составе ракетного комплекса Д-9Р размещается на подводных лодках проекта 667БДР «Кальмар». Разработана в КБ Машиностроения (ныне ГРЦ им. Макеева). Принята на вооружение в 1977 году. Существует три варианта боевого оснащения ракеты: моноблочный с зарядом 450 кт, разделяющейся головной частью (РГЧ) с тремя боевыми блоками c энергией взрыва 200 кт каждый и семиблочная РГЧ с блоками 100 кт каждый. На базе ракеты Р-29Р создана ракета-носитель «Волна».

## История разработки
В июле 1968 года по решению Комиссии по военно-промышленным вопросам КБ Машиностроения была начата разработка аванпроекта ракетного комплекса Д-9М с ракетой Р-29М. Аванпроект был закончен в декабре 1970 года. В рамках научно-исследовательской работы «Вега-12» КБ машиностроения была предложена программа развития морских стратегических сил на 1971—1985 годы. В рамках этой программы предлагалось:
- создать одну ракету с тремя вариантами комплектации — с одним, тремя или восемью блоками разной мощности;
- использование кроме штатной пары топлив азотный тетраоксид / несимметричный диметилгидразин более энергетически выгодного топлива на основе тетраксида с тиксотропной суспензией алюминия в гидразине;
- использование ракетных шахт с диаметром 2,1 метра и высотой 14, 14,5 и 15 метров;
- использование кроме отработанного на комплексе Д-9 пускового устройства специального капсульного всплывающего пускового устройства (капсула с ракетой всплывает из шахты ракетоносца и осуществляется старт ракеты из всплывшей на поверхность капсулы, что позволяет уменьшить габариты и массу пусковой установки и реализовать аварийный выброс ракеты);
- модернизация существующих подводных лодок проекта 667А (с врезкой нового ракетного отсека) и 667Б, что позволяло в кратчайший срок при экономии затрат получить флот подводных ракетоносцев[2].

Достаточно долгое время решения по аванпроекту не принималось. В июне 1971 года решением Комиссии по военно-промышленным вопросам принято решение о начале опытно-конструкторских работ по морской ракете средней дальности Р-31 и комплекса Д-19 с ракетой Р-39 с межконтинентальной дальностью. Переходу на твердотопливные ракеты серьёзно мешало несовершенство твердотопливных технологий. В это же время ядерная гонка с США потребовала создания ракет с разделяющимися головными частями.
В этих условиях министром общего машиностроения в июле 1972 года был издан приказ о разработке предэскизного проекта комплекса Д-9Р (предшествующий индекс Д-9М). Предэскизный проект был завершён в декабре 1972 года. Ракета Р-29Р была предложена к реализации в трёх вариантах оснащения боевыми блоками — моноблочном, трёх- и семи-блочном. Требование разработки в кратчайшие сроки привело к тому, что в ракете Р-29Р пришлось отказаться от ряда предложенных нововведений — нового топлива, капсульного пускового устройства и модернизации старых подводных лодок.
13 февраля 1973 года вышло постановление Совета Министров СССР о начале опытно-конструкторских работ по созданию ракетного комплекса Д-9Р с ракетой Р-29Р. Ведущим конструктором был назначен А. Л. Зайцев.
При разработке комплекса Д-9Р были максимально использованы конструктивные и технологические решения по комплексу Д-9. По комплексу унификации подверглись пусковые установки, пневмогидравлические системы обслуживания, агрегаты наземного оборудования, корабельная цифровая вычислительная система. На ракете использована конструкция корпуса первых двух ступеней от Р-29, а двигатели первой и второй ступеней подверглись модернизации. Для ускорения сроков работ от разработки семиблочного варианта разделяющейся головной части для Р-29Р на первом этапе работ отказались. Лётные испытания с погружаемого стенда не проводились, а цикл наземных испытаний был максимально сокращён. Эффективность комплекса Д-9Р по сравнению с предшествующим комплексом Д-9 возросла за счёт использования разделяющейся головной части с блоками индивидуального наведения и повышению точности стрельбы в два раза благодаря использованию полной азимутальной астрокоррекции.

## Состав комплекса Д-9Р
В состав комплекса входят:
- Ракета:
  - Ракета с различными головными частями — моноблочной и трёхблочной с блоками индивидуального наведения.
  - Бортовая система управления предназначенная для управления стартом, полётом ракеты и разведением боевых блоков по индивидуальным целям.
  - Кодированное блокирующее устройство, обеспечивающее защиту от несанкционированного старта ракет.
  - Система аварийного подрыва ракет при практических стрельбах, проведении испытаний и отстрела ракет.
- Системы комплекса:
  - Пусковая установка размещенная в ракетной шахте на подводной лодке, предназначенная для хранения и старта ракеты в надводном и подводном положениях.
  - Системы повседневного и предстартового обслуживания, обеспечивающие поддержание микроклимата в шахте подводной лодки, подготовку пневмогидравлических систем ракеты и пусковой установки к старту и старт ракет.
  - Аппаратура документирования, предназначенная для фиксации основных параметров комплекса и всех действий личного состава
  - Комплект наземного оборудования, предназначенный для работы с ракетой после её поступления от завода изготовителя, включая оснащение головной части боевыми блоками, погрузку, выгрузку ракет и хранения ракет на ракетно-технических базах флота
  - Корабельная система управления и контрольно-испытательная аппаратура, предназначенная для регламентных проверок на заводе-изготовителе и в базах, централизованного автоматизированного управления предстартовой подготовкой, стрельбой, полётом ракеты и разведением боевых блоков по индивидуальным целям.
  - Корабельная цифровая вычислительная система, обеспечивающая выдачу исходных данных для стрельбы
  - Система прицеливания, обеспечивающая согласование угловых координат приборов ракетного и навигационного комплексов.
  - Учебно-тренировочные средства для обучения личного состава в учебных центрах ВМФ.

| Система подводной лодки                                                              | Получаемые данные |
| ------------------------------------------------------------------------------------ | --- |
| Навигационный комплекс «Тобол-М»                                                     | Данные о положении подводной лодки (координаты и курс), параметрах её движения (глубина погружения, абсолютная скорость, скорость относительно воды, углы бортовой и килевой качки) и поправки на суточное вращение Земли |
| Корабельная система единого времени «Платан-М» и корабельная система командной связи | Санкционирование старта, целеуказание, выдача команд на стрельбу ракетами и отмену стрельбы |

## Конструкция
Ракета Р-29Р выполнена по двухступенчатой схеме с боевой ступенью. Все ступени оснащены жидкостными ракетными двигателями разработки Конструкторского бюро химического машиностроения (КБХМ) с использованием в качестве горючего несимметричного диметилгидразина и окислителя — азотного тетраоксида. Конструктивно маршевые ступени ракеты аналогичны ракете Р-29. Основным отличием является использование модернизированных двигателей и немного большая длина ступеней. Разделяющаяся головная часть является новой разработкой. Корпуса первой и второй ступени представляют собой сварную конструкцию из фрезерованных алюминиево-магниевых панелей. Применена ампулизация компонентов топлива, ракета с завода поставляется в термостатированном вагоне без головной части, полностью собранная и заправленная.
Разделение ступеней осуществляется за счет энергии наддува баков. Разрыв жёстких связей ступеней производится с помощью удлиненных детонирующих зарядов. В хвостовой части ракеты находится переходник для соединения со стартовым столом и создания герметизированного объёма. При старте переходник остается на стартовом столе. Тип старта — «мокрый» — из заполненной водой шахты. Используется технология создания динамического газового колокола. Для уменьшения объёма газового колокола старт осуществляется за счёт рулевых двигателей, а маршевый двигатель включается уже в процессе движения ракеты в шахте. Старт ракеты осуществляется как из подводного, так и надводного положений. Пуск производится с глубин до 50 метров, скорости лодки до 5 узлов и волнении моря до 6 баллов.
Двигатель первой ступени 3Д40 разрабатывался КБХМ. Двигатель состоит из трёх камер — маршевой и двух рулевых. Основной маршевый блок размещается в баке горючего и выполнен по схеме с дожиганием генераторного газа. Представляет собой форсированную версию двигателя ракеты Р-29. Рулевой блок выполнен по открытой схеме. Его камеры закрепляются в карданных вилках на днище баке горючего. Агрегаты подачи топлива рулевого блока находятся внутри бака горючего. Камеры рулевого блока смещены относительно плоскостей стабилизации.
Двигатель второй ступени 3Д41 однокамерный, размещается в днище бака окислителя первой ступени. Двигатель устанавливается вместе со специальным рулевым блоком на днище бака окислителя второй ступени. Камера закреплена через карданный подвес, позволяющий отклоняться двигателю в двух взаимно перпендикулярных плоскостях. За счёт отклонения двигателя осуществляется создание управляющих усилий по каналам тангажа и рыскания. Управление по каналу крена осуществляется с помощью специального блока сопел, работающих за счёт газа, отбираемого из выхлопного патрубка турбонасосного агрегата. По конструкции 3Д41 представляет собой форсированный вариант двигателя ракеты Р-29 с увеличенным выходным диаметром сопла.
Боевая ступень ракеты Р-29Р изготавливается в двух вариантах боевого оснащения — моноблочном, с ядерным зарядом мощностью 450 кт и трёхблочном с блоками индивидуального наведения мощностью по 200 кт. Начиная с модификации Р-29РЛ, ракета получила третий вариант оснащения — семиблочную боевую часть с блоками индивидуального наведения мощностью по 100 кт. Головная часть состоит из приборного отсека, двигательного блока и боевого отсека с боевыми блоками. Ракета может оснащаться ложными целями для прорыва системы противоракетной обороны. Основные элементы головной части в различных вариантах исполнения взаимозаменяемы. Замена боевой ступени осуществляется без выгрузки ракеты из шахты. Отделение боевых блоков происходит при работающем двигателе ступени разведения.
Боевая ступень находится в объёме, образованном вогнутым верхним днищем бака горючего второй ступени. Двигательная установка состоит из четырёхкамерного жидкостного двигателя с турбонасосной системой подачи и выполнена по открытой схеме. Элементы автоматики двигателя и баки, выполненные в форме частей тора, находятся внутри корпуса. Камеры двигателя с соплами закрепляются неподвижно на внешней поверхности корпуса под обтекателями и расположены в плоскостях стабилизации. Управление по каналам тангажа и рыскания происходит за счёт перераспределения тяги (изменением расхода топлива) пар камер, лежащих в соответствующих плоскостях стабилизации.
Приборный отсек расположен в носовой части и состоит из двух частей. В передней части расположена автономная инерциальная система управления с трёхосным гиростабилизатором и аппаратурой астрокоррекции «Сокол», закрытая сбрасываемым в полёте куполом. После отделения первой ступени производится сеанс астронавигации. Затем происходит отделение второй ступени и прицельное отделение боевых блоков. Применение системы полной астрокоррекции позволило компенсировать ошибки навигационного комплекса подводной лодки (погрешности определения места ракетоносца до 10 км и курса до 1 градуса) и существенно повысить точность стрельбы. Чувствительные элементы приборов — гироблоки, гироинтеграторы и акселерометры — располагаются на воздушном подвесе. Гироплатформа обеспечивает увеличенные углы поворота, необходимые для разведения боевых блоков и кругового сектора стрельбы. В основном отсеке размещается цифровая вычислительная машина ЦВМ-6Т с трёхканальным резервированием и системой аппаратно-программного контроля исправности каналов. Бортовая аппаратура системы управления разрабатывалась на базе нового поколения приборов и комплектующих, что позволило отказаться от систем термостатирования и охлаждения.

## Испытания
Совместные лётные испытания ракетного комплекса Д-9Р начались пусками ракет с наземного стенда в Нёноксе. Всего осуществлено 18 пусков (17 пусков на промежуточную дальность и один на дальность, меньшую минимальной), из них восемь ракет с РГЧ. Успешными признано 7 пусков. Лётные испытания с борта подводной лодки К-441 проекта 667 БДР начались в ноябре 1976 года. Всего было осуществлено 10 пусков. Два пуска произведены на минимальную дальность, пять пусков — на промежуточную и три пуска — на максимальную дальность стрельбы. Шесть ракет были пущены в варианте с разделяющейся головной частью. Были произведены один двух-ракетный и один четырёх-ракетный залп. Четыре ракеты были пущены одиночно. В декабре 1976 года совместно Златоустовским и Красноярским машиностроительными заводами и ПО «Полёт» были изготовлены первые пять серийных ракет Р-29Р. На вооружение комплекс Р-29Р был принят в августе 1977 года.
Ракета Р-29Р предназначена для вооружения ПЛАРБ проекта 667БДР «Кальмар» (западное обозначение: англ. Delta-III). Каждая лодка оснащалась 16 ракетами и могла одновременно поразить до 112 целей. Впоследствии от семиблочного варианта отказались, в основном из-за несовершенства системы разведения боевых блоков. На данный момент ракеты стоят на вооружении в трёхблочном варианте.

## Модификации

### Р-29РЛ (комплекс Д-9РЛ)
Работы по оснащению ракеты Р-29Р семиблочной разделяющейся головной частью начались согласно постановлениям Совета Министров СССР от августа 1975 и июня 1976 года. Головная часть оснащалась новым высокоскоростным боевым блоком с улучшеным ядерным зарядом мощностью 100 кт. Для испытаний и отработки боевых блоков в 1977—1978 года было выполнено 11 пусков специальных ракет-носителей К65М-Р разработки НПО «Полёт» (г. Омск) на полигоне Капустин Яр и использовано 65 экспериментальных блоков.
Совместные лётные испытания проводились пусками с борта подводной лодки проекта 667 БДР «К-441» в 1977 (4 пуска) и 1978 годах (8 пусков). Для моноблочного и трёхблочного варианта было получено увеличение дальности на 8-9 %. Проведены доработки корабельной цифровой вычислительной системы «Атолл» для обеспечения эксплуатации ракет Р-29РЛ на подводной лодке. Комплекс Д-9РЛ с ракетой Р-29РЛ был принят на вооружение в июле 1979 года. В августе 1980 года был произведён демонстрационный пуск ракеты Р-29РЛ в семиблочном варианте.

### Р-29РК (комплекс Д-9РК)
В декабре 1980 года были начаты работы по модернизации ракеты. Ракета была оснащена новым высокоскоростным боевым блоком малого класса с зарядом увеличенной мощности. Боевой блок был разработан для ракетного комплекса Д-19 (ракета Р-39) в 1978—1979 годах. Была увеличена дальность стрельбы на 5-6 %, диаметр зоны разведения боевых блоков увеличен на 43 %, улучшена точность стрельбы на 40 %. Были выполнены необходимые для эксплуатации новых ракет доработки корабельных систем. В ходе совместных лётных испытаний в 1981 году было проведено двенадцать пусков с подводной лодки. Комплекс Д-29РК с ракетой Р-29РК принят на вооружение в сентябре 1982 года.

### Р-29РКУ (комплекс Д-9РКУ)
Следующая модернизация ракеты Р-29Р выполнялась по постановлениям Совета Министров от апреля 1984 (о применении нового блока) и февраля 1985 года (о доработке систем комплекса для возможности пуска в высоких широтах). Модернизированная ракета получила обозначение Р-29РК.
Был применен новый боевой блок малого класса мощности, создававшийся для ракеты Р-29РМ. Блок создавался как аналог американского боевого блока W76. Благодаря проведенным 16-ти ядерным испытаниям специалистам ВНИИ приборостроения (в настоящее время переименован в Всероссийский научно-исследовательский институт технической физики имени академика Е. И. Забабахина) удалось создать ядерный заряд с удельной мощностью больше, чем у американского аналога. В период с декабря 1980 по март 1984 года было проведено 17 пусков ракет-носителей К65М-Р и испытано 56 экспериментальных блоков. Для уменьшения абляции боеголовки (а следовательно и величины рассеивания) специалистами НИИ «Графит» были разработаны композиционные материалы 4КМС и КИМФ, применявшиеся на носке боевого блока. Точность боевого блока была повышена почти в два раза по сравнению с блоком ракеты Р-39.
Была обеспечена возможность пуска ракет в высоких широтах (до 89 градусов северной широты). Корабельные комплексы были доработаны для возможности одновременной эксплуатации и пусков ракет Р-29Р различных модификаций в любом сочетании. Совместные лётные испытания комплекса Д-9РКУ проводились восемью пусками ракет с подводной лодки. Все пуски признаны успешными. Комплекс Д-9РКУ с ракетой Р-29РКУ принят на вооружение в октябре 1987 года.

### Р-29РКУ-01 (комплекс Д-9РКУ-01)
Разработка комплекса Д-9РКУ-01 начата согласно постановлениям правительства об обеспечении боевого использования из высоких широт (от февраля 1985 года) и об оснащении новым боевым блоком среднего класса мощности (от октября 1986 года). Новый блок создавался для комплекса Д-9РМ и испытывался в процессе 17-ти пусков. В марте 1990 года комплекс Д-9РКУ-01 с ракетой Р-29РКУ-01 принят на вооружение.

### Р-29РКУ-02 (комплекс Д-9РКУ-02)
После завершения в 2005 году работ по опытно-конструкторской работе «Станция-2», новое боевое оснащение внедрялось для ракеты Р-29РКУ, находящейся на вооружении ракетоносцев проекта 667БДР класса «Кальмар».
В 2006 году принята на вооружение модификация Р-29РКУ-02.

### Ракета-носитель «Волна»
На базе ракеты Р-29Р разработана ракета-носитель «Волна» для выведения полезных нагрузок на околоземные или суборбитальные траектории. Габариты ракеты не изменились, поэтому ракета-носитель может размещаться в штатной шахте подводной лодки. При этом ракетоносец используется как подвижный космодром.
Для полезной нагрузки разработан новый отсек, состоящий из рамы с системой крепления и отделения, бортовые измерительные средства и кожух, предназначенный для защиты груза от воздействия работающих двигателей. Могут применяться разгонные блоки различных модификаций (твердотопливные и жидкостные), позволяющие расширить энергетические возможности ракеты.
Ракеты-носители «Волна» способны вывести на суборбитальную траекторию (продолжительность фазы невесомости 30 мин, уровень микрогравитации — 10−5−10−6g) полезную нагрузку массой до 700 кг. На околоземную орбиту «Волна» способна вывести груз массой до 150 кг.
Всего было осуществлено пять запусков:
1. 7 июня 1995 года. Эксперимент «Волан». Масса возвращаемого аппарата 650 кг, масса научной аппаратуры 105 кг;
2. 20 июля 2001 года. Баренцево море. К-496 «Борисоглебск». Запуск по баллистической траектории космического аппарата Cosmos по заказу международного «Планетарного общества» (Planetary Society, Пасадина). Спонсорами выступили Cosmos Studios и кабельная телесеть A&E Network. Экспериментальный аппарат массой 130 кг был предназначен для развертывания двух панелей «Солнечного паруса».
3. 12 июля 2002 года. Баренцево море. К-44 «Рязань». Запуск аппарата «Демонстратор-2» массой 145 кг. Был предназначен для отработки надувных тормозных устройств с гибкой теплозащитой для спуска грузов на Землю.
4. 21 июня 2005 года. Баренцево море. К-496 «Борисоглебск». Запуск космического аппарата Cosmos-1 масой 112 кг. Осуществлялась проверка систем раскрытия лопастей для развертывания «Солнечного паруса». Запуск завершился неудачей. На 83 секунде произошла остановка двигателя первой ступени[19].
5. 6 октября 2005 года. Баренцево море. К-496 «Борисоглебск». Запуск космического аппарата «Демонстратор D-2R» массой 140 кг.

Рассматривается возможность использования ракеты-носителя для запуска космических аппаратов по европейским программам EXPERT, POLISFER и т. п. Однако исполнению этих замыслов может помешать истечение сроков эксплуатации ракет Р-29Р.

## Тактико-технические характеристики
|                                         | Р-29Р моноблочный вариант                                                     | Р-29Р трехзарядный вариант                                                    | Р-29РЛ семизарядный вариант                                                   |
| --------------------------------------- | ----------------------------------------------------------------------------- | ----------------------------------------------------------------------------- | ----------------------------------------------------------------------------- |
| Индекс УРАВ ВМФ                         | 3М40                                                                          | 3М40                                                                          | ?                                                                             |
| Код СНВ                                 | РСМ-50                                                                        | РСМ-50                                                                        | РСМ-50                                                                        |
| Код МО США и НАТО                       | SS-N-18 mod.1 «Stingray»                                                      | SS-N-18 mod.2 «Stingray»                                                      | SS-N-18 mod.3 «Stingray»                                                      |
| Комплекс                                | Д-29Р                                                                         | Д-29Р                                                                         | Д-29РЛ                                                                        |
| Носитель                                | проект 667БДР (16 ракет)                                                      | проект 667БДР (16 ракет)                                                      | проект 667БДР (16 ракет)                                                      |
| Количество ступеней                     | 2                                                                             | 2                                                                             | 2                                                                             |
| Характеристики ракеты                   |                                                                               |                                                                               |                                                                               |
| Масса ракеты, кг                        | 35300                                                                         | 35300                                                                         | 35300                                                                         |
| Длина, м                                | 14,1                                                                          | 14,1                                                                          | 14,1                                                                          |
| Диаметр, м                              | 1,8                                                                           | 1,8                                                                           | 1,8                                                                           |
| Максимальная дальность, км              | 8000                                                                          | 6500                                                                          | 6500                                                                          |
| Полезная нагрузка                       |                                                                               |                                                                               |                                                                               |
| Забрасываемый вес, кг                   | ?                                                                             | 1650                                                                          | 1650                                                                          |
| Тип головной части                      | ядерная                                                                       | ядерная                                                                       | ядерная                                                                       |
| Кол-во боевых блоков*вид головной части | моноблочная                                                                   | 3 РГЧ ИН                                                                      | 7 РГЧ ИН                                                                      |
| Мощность боевых блоков, кт              | 450                                                                           | 200                                                                           | 100                                                                           |
| Система управления                      | инерциальная с полной астрокоррекцией                                         | инерциальная с полной астрокоррекцией                                         | инерциальная с полной астрокоррекцией                                         |
| КВО, м                                  | 900                                                                           | 900                                                                           | 900                                                                           |
| Двигатель первой ступени (разработчик)  | ЖРД 3Д40 (КБХМ)                                                               | ЖРД 3Д40 (КБХМ)                                                               | ?                                                                             |
| Топливо                                 | НДМГ+АТ                                                                       | НДМГ+АТ                                                                       | НДМГ+АТ                                                                       |
| Двигатель второй ступени (разработчик)  | ЖРД 3Д41 (КБХМ)                                                               | ЖРД 3Д41 (КБХМ)                                                               | ?                                                                             |
| Топливо                                 | НДМГ+АТ                                                                       | НДМГ+АТ                                                                       | НДМГ+АТ                                                                       |
| Тип старта                              | мокрый, подводный/надводный                                                   | мокрый, подводный/надводный                                                   | мокрый, подводный/надводный                                                   |
| История разработки                      |                                                                               |                                                                               |                                                                               |
| Разработчик                             | КБ Машиностроения                                                             | КБ Машиностроения                                                             | КБ Машиностроения                                                             |
| Конструктор                             | Макеев В. П.                                                                  | Макеев В. П.                                                                  | Макеев В. П.                                                                  |
| Начало разработки                       | февраль 1973 года                                                             | февраль 1973 года                                                             | август 1975 года                                                              |
| Пуски со стенда                         |                                                                               |                                                                               |                                                                               |
| Всего                                   | 18                                                                            | 18                                                                            | -                                                                             |
| Из них успешные                         | 7                                                                             | 7                                                                             |                                                                               |
| Пуски с ПЛ                              | ноябрь 1976—1977 года                                                         | ноябрь 1976—1977 года                                                         | 1977 — октябрь 1978 года                                                      |
| Всего                                   | 10                                                                            | 10                                                                            | 16                                                                            |
| Из них успешные                         | ?                                                                             | ?                                                                             | ?                                                                             |
| Принятие на вооружение                  | август 1977 года                                                              | август 1977 года                                                              | июль 1979 года                                                                |
| Изготовитель                            | Златоустовский машиностроительный завод Красноярский машиностроительный завод | Златоустовский машиностроительный завод Красноярский машиностроительный завод | Златоустовский машиностроительный завод Красноярский машиностроительный завод |
| Пусков во время эксплуатации            | до 2007 года — 180, после — см. ниже                                          | до 2007 года — 180, после — см. ниже                                          | до 2007 года — 180, после — см. ниже                                          |
| Из них успешных                         | до 2007 года — 140, после — см. ниже                                          | до 2007 года — 140, после — см. ниже                                          | до 2007 года — 140, после — см. ниже                                          |

## Эксплуатация и текущее состояние
В период с 1976 по 1984 годы в строй ВМФ СССР вошли 14 ракетоносцев типа «Кальмар». Девять ракетоносцев проекта 667 БДРМ «Кальмар» находились в составе Тихоокеанского флота и пять — на Северном флоте.
| Развёртывание ракет Р-29Р по годам | Развёртывание ракет Р-29Р по годам | Развёртывание ракет Р-29Р по годам | Развёртывание ракет Р-29Р по годам | Развёртывание ракет Р-29Р по годам         |
| месяц                              | ПУ Р-29Р                           | Боезарядов на Р-29Р                | боезарядов МСЯС всего              | % Р-29Р в общем количестве боезарядов МСЯС |
| ---------------------------------- | ---------------------------------- | ---------------------------------- | ---------------------------------- | ------------------------------------------ |
| декабрь 1976                       | 16                                 | 48                                 | 937                                | 5,12                                       |
| декабрь 1977                       | 48                                 | 144                                | 1051                               | 13,70                                      |
| декабрь 1978                       | 96                                 | 288                                | 1192                               | 24,16                                      |
| декабрь 1979                       | 144                                | 432                                | 1262                               | 34,23                                      |
| декабрь 1980                       | 192                                | 576                                | 1373                               | 41,95                                      |
| декабрь 1981                       | 224                                | 672                                | 1617                               | 41,56                                      |
| декабрь 1982                       | 224                                | 672                                | 1617                               | 41,56                                      |
| декабрь 1983                       | 224                                | 672                                | 1801                               | 37,31                                      |
| декабрь 1984                       | 224                                | 672                                | 1965                               | 34,20                                      |
| декабрь 1985                       | 224                                | 672                                | 2217                               | 30,31                                      |
| декабрь 1986                       | 224                                | 672                                | 2262                               | 29,71                                      |
| декабрь 1987                       | 224                                | 672                                | 2434                               | 27,61                                      |
| декабрь 1988                       | 224                                | 672                                | 2470                               | 27,21                                      |
| декабрь 1989                       | 224                                | 672                                | 2732                               | 24,60                                      |
| декабрь 1990                       | 224                                | 672                                | 2795                               | 24,04                                      |
| декабрь 1991                       | 224                                | 672                                | 2712                               | 24,78                                      |
| декабрь 1992                       | 224                                | 672                                | 2712                               | 24,78                                      |
| декабрь 1993                       | 224                                | 672                                | 2712                               | 24,78                                      |
| декабрь 1994                       | 208                                | 624                                | 2564                               | 24,34                                      |
| декабрь 1995                       | 208                                | 624                                | 2080                               | 30,00                                      |
| декабрь 1996                       | 208                                | 624                                | 2016                               | 30,95                                      |
| июль 1997                          | 208                                | 624                                | 2480                               | 25,16                                      |
| июль 1998                          | 208                                | 624                                | 2480                               | 25,16                                      |
| июль 1999                          | 208                                | 624                                | 2400                               | 26,00                                      |
| июль 2000                          | 192                                | 576                                | 2272                               | 25,35                                      |
| июль 2001                          | 128                                | 384                                | 1868                               | 20,56                                      |
| июль 2002                          | 112                                | 336                                | 1744                               | 19,27                                      |
| июль 2003                          | 96                                 | 288                                | 872                                | 33,03                                      |
| июль 2004                          | 96                                 | 288                                | 672                                | 42,86                                      |
| октябрь 2005                       | 96                                 | 288                                | 672                                | 42,86                                      |
| июль 2006                          | 96                                 | 288                                | 672                                | 42,86                                      |
| январь 2007                        | 96                                 | 288                                | 672                                | 42,86                                      |
| январь 2008                        | 82                                 | 246                                | 630                                | 39,05                                      |
| январь 2009                        | 69                                 | 207                                | 612                                | 33,82                                      |

В связи с выполнением договоров по ограничению стратегических наступательных вооружений подводные ракетоносцы постепенно выводятся из состава флота. В 2008 году после ремонта К-44 «Рязань» была переведена с Северного флота, на Тихий океан. По состоянию на конец 2009 года в строю осталось пять подводных лодок проекта 667БДР (К-211 «Петропавловск-Камчатский», К-223 «Подольск», К-433 «Святой Георгий Победоносец», К-506 «Зеленоград» и К-44 «Рязань»). Все они находятся в составе Тихоокеанского флота и входят в 16-ю оперативную эскадру атомных подводных лодок с базированием в бухте Крашенинникова, посёлок Рыбачий (Камчатка).
По состоянию на июль 2009 года на них было развёрнуто 69 ракет Р-29Р (из 80 возможных) с 207 боезарядами. Что составляло 35 % от стратегических боезарядов, развёрнутых на подводном флоте и 7,7 % от общего числа СЯС России.
В ходе эксплуатации для подтверждения боевой готовности подводные лодки регулярно осуществляют учебные пуски ракет Р29Р или их модификаций:
| Дата                 | РПКСН                              | Место запуска                                  | Цель         | Примечание                                           |
| -------------------- | ---------------------------------- | ---------------------------------------------- | ------------ | ---------------------------------------------------- |
| 10.09.2006 18:50 МСК | К-433 «Святой Георгий Победоносец» | из района о. Симушир в акватории Тихого океана | полигон Чижа | успешный запуск. Два блока поразили намеченную цель. |
| 07.08.2007           | К-211 «Петропавловск-Камчатский»   | Тихий океан?                                   | ?            | успешный запуск                                      |
| 01.08.2008           | К-44 «Рязань»                      | Баренцево море                                 | полигон Кура | успешный запуск                                      |
| 12.10.2008           | К-506 «Зеленоград»                 | Тихий океан                                    | полигон Чижа | успешный запуск                                      |
| 06.10.2009           | К-433 «Святой Георгий Победоносец» | Охотское море                                  | полигон Чижа | успешный запуск                                      |
| 07.10.2009           | К-44 «Рязань»                      | Охотское море                                  | полигон Чижа | успешный запуск                                      |
| 28.10.2010           | K-433 «Святой Георгий Победоносец» | Охотское море                                  | полигон Чижа | успешный запуск                                      |
| 19.10.2012           | K-433 «Святой Георгий Победоносец» | Охотское море                                  | полигон Чижа | успешный запуск                                      |
| 30.10.2015           | К-223 «Подольск»                   | Охотское море                                  | полигон Чижа | успешный запуск                                      |
| 17.10.2019           | К-44 «Рязань»                      | Охотское море                                  | полигон Чижа | успешный запуск (одна ракета вместо двух)            |

## Оценка проекта
Р-29Р стала первой межконтинентальной баллистической ракетой подводных лодок с разделяющейся головной частью в СССР. Комплекс Д-9Р был создан менее чем за четыре года, что позволило советскому ВМФ начать развёртывание ракет с межконтинентальной дальностью стрельбы и разделяющимися головными частями на два-три года раньше, чем в США. Поэтому к началу 1980-х годов морские стратегические ядерные силы СССР не только вышли на новый уровень развития, но и смогли по качественному уровню на какой-то момент опередить США. На фоне определённых проблем и задержек в создании комплекса Д-19 с твердотопливной ракетой Р-39 это выглядело ещё большим успехом. Тем более, что несмотря на больший забрасываемый вес и дальность стрельбы, ракета Р-39 имела более чем в два раза бо́льшую стартовую массу и существенно бо́льшие габариты.
Вместе с тем сжатые сроки создания не позволили реализовать ряд решений, предложенных КБ Машиностроения в аванпроекте для комплекса Д-9М. Энергетика ракеты и её эксплуатационные характеристики остались на прежнем уровне по сравнению с предыдущим комплексом — Р-29. Также специалистами до сих пор ведутся споры по поводу безопасности эксплуатации ракет с жидкостными ракетными двигателями и боевой устойчивости вооружённых ими подводных лодок. Тем не менее серьёзных аварий с ракетами Р-29Р зафиксировано не было, а коэффициент технической надёжности ракеты Р-29Р по состоянию на 1979 год составил 0,95 (для Р-27 в 1968 году этот показатель составлял 0,89).
Несмотря на рост характеристик по сравнению с предыдущим поколением советских БРПЛ, ракета Р-29Р всё же уступала принятой на вооружение ВМС США в 1978 году ракете Трайдент 1 по величине забрасываемого веса, количеству боеголовок и точности стрельбы. Тем не менее принятие на вооружение Р-29Р позволило резко поднять эффективность МСЯС СССР и помогло в достижении ядерного паритета с США. Данная ракета также стала этапной в линейке развития жидкостных ракет КБ Машиностроения, и заложенные в её основу решения получили своё развитие в ракете Р-29РМ.
| ТТХ                               | Посейдон С3                             | Посейдон С3                             | Р-29Р         | Р-29Р         | Трайдент I С4                                  | М4B                       |
| Страна                            | США                                     | США                                     | СССР          | СССР          | США                                            | Франция                   |
| --------------------------------- | --------------------------------------- | --------------------------------------- | ------------- | ------------- | ---------------------------------------------- | ------------------------- |
| Год принятия на вооружение        | 1970                                    | 1970                                    | 1977          | 1978          | 1979                                           | 1987                      |
| Носитель (ПЛАРБ)                  | тип «Лафайет» (1-я, 2-я и 3-я подсерии) | тип «Лафайет» (1-я, 2-я и 3-я подсерии) | проект 667БДР | проект 667БДР | тип «Огайо» тип «Лафайет» (2-я и 3-я подсерии) | тип «Le Redoutable»       |
| Текущее состояние                 | Снята с вооружения в 1994               | Снята с вооружения в 1994               | На вооружении | На вооружении | Снята с вооружения в 2005                      | Снята с вооружения в 2008 |
| Максимальная дальность, км        | 5600                                    | 4600                                    | 6500          | 6500          | 7400                                           | 5000                      |
| Забрасываемый вес, кг             | 2000                                    | 2000                                    | 1650          | 1650          | 1280                                           |                           |
| Тип головной части                | РГЧ ИН                                  | РГЧ ИН                                  | РГЧ ИН        | РГЧ ИН        | РГЧ ИН                                         | РГЧ ИН                    |
| Количество×мощность боевых блоков | 6×50 кт                                 | 10×50 кт                                | 3×200 кт      | 7×100 кт      | 6×100 кт                                       | 6×150 кт                  |
| КВО, м                            | 800                                     | 800                                     | 900           | 900           | 360                                            | 500                       |
| Стартовая масса, т                | 29,5                                    | 29,5                                    | 35,3          | 35,3          | 32,3                                           | 35                        |
| Длина, м                          | 10,36                                   | 10,36                                   | 14,1          | 14,1          | 10,3                                           | 11,05                     |
| Диаметр, м                        | 1,88                                    | 1,88                                    | 1,8           | 1,8           | 1,88                                           | 1,93                      |
| Количество ступеней               | 2                                       | 2                                       | 2             | 2             | 3                                              | 2                         |
| Тип двигателя                     | РДТТ                                    | РДТТ                                    | ЖРД           | ЖРД           | РДТТ                                           | РДТТ                      |
| Тип старта                        | сухой                                   | сухой                                   | мокрый        | мокрый        | сухой                                          | сухой                     |

## Использованная литература и источники
1. 1 2 3 4 5 6 7  СКБ-385 / под общ. ред. В. Г. Дегтяря. — 2007. — С. 124.
2. ↑  СКБ-385, КБ машиностроения, ГРЦ «КБ им. Академика В. П. Макеева» / под общ. ред. В. Г. Дегтяря. — М.: Государственный ракетный центр «КБ им. академика В. П. Макеева»; ООО «Военный Парад», 2007. — С. 118. — ISBN 5-902975-10-7.
3. 1 2  СКБ-385 / под общ. ред. В. Г. Дегтяря. — 2007. — С. 120.
4. ↑  СКБ-385 / под общ. ред. В. Г. Дегтяря. — 2007. — С. 121-122.
5. 1 2  СКБ-385 / под общ. ред. В. Г. Дегтяря. — 2007. — С. 123.
6. 1 2  Наземная отработка реактивных двигательных установок и тепловакуумные испытания космических летательных аппаратов. Дата обращения: 24 февраля 2010. Архивировано из оригинала 18 января 2012 года.
7. 1 2 3 4 5 6 7 8  Баллистическая ракета подводных лодок Р-29Р (РСМ-50). Дата обращения: 5 января 2010. Архивировано 28 января 2012 года.
8. ↑  СКБ-385 / под общ. ред. В. Г. Дегтяря. — 2007. — С. 121.
9. 1 2 3 4 5 6 7 8  СКБ-385 / под общ. ред. В. Г. Дегтяря. — 2007. — С. 125.
10. 1 2 3  СКБ-385 / под общ. ред. В. Г. Дегтяря. — 2007. — С. 165.
11. 1 2 3  Стратегическое ядерное вооружение России. — 1998. — С. 284.
12. ↑  СКБ-385 / под общ. ред. В. Г. Дегтяря. — 2007. — С. 266.
13. ↑  СКБ-385 / под общ. ред. В. Г. Дегтяря. — 2007. — С. 267.
14. 1 2  СКБ-385 / под общ. ред. В. Г. Дегтяря. — 2007. — С. 126.
15. ↑  Горизонты фирмы Макеева Архивная копия от 10 января 2010 на Wayback Machine, oborona.ru
16. ↑  Завтра 60 лет Владимиру Дегтярю генеральному директору и генеральному конструктору ОАО «ГРЦ им. академика В.П.Макеева». Пресс-служба Роскосмоса (12 сентября 2008). Дата обращения: 21 декабря 2009. Архивировано 19 января 2012 года.
17. ↑  СКБ-385 / под общ. ред. В. Г. Дегтяря. — 2007. — С. 347.
18. 1 2 3  СКБ-385 / под общ. ред. В. Г. Дегтяря. — 2007. — С. 348.
19. ↑  Илья Курганов и Андрей Николаев. К-496 «Борисоглебск». www.deepstorm.ru. — История К-496. Дата обращения: 27 февраля 2010. Архивировано 30 апреля 2012 года.
20. 1 2 3  Стратегическое ядерное вооружение России. — 1998. — С. 284-285.
21. 1 2 3 4  Морские стратегические силы. Стратегическое ядерное вооружение России (9 октября 2009). Дата обращения: 26 февраля 2010. Архивировано 28 января 2012 года.
22. 1 2 3 4  Перечень запусков ракет Р-29Р (англ.). Дата обращения: 27 февраля 2010. Архивировано 29 января 2012 года.
23. 1 2  Две российские АПЛ провели успешные пуски баллистических ракет. www.vesti.ru (9 октября 2009). Дата обращения: 27 февраля 2010. Архивировано 29 января 2012 года.
24. ↑  Подлодка Тихоокеанского флота «Святой Георгий Победоносец» запустила МБР по полигону Чижа. Информационное агентство «Интерфакс» (28 октября 2010). Дата обращения: 21 октября 2012. Архивировано 31 октября 2010 года.
25. ↑  АПЛ ТОФ произвела успешный пуск баллистической ракеты Р-29Р. Взгляд.ру. Дата обращения: 21 октября 2012. Архивировано 3 марта 2016 года.
26. ↑  Российские военные запустили «Тополя», «Калибры» и «Искандеры». lenta.ru. Дата обращения: 31 октября 2015. Архивировано 31 октября 2015 года.
27. ↑  Плановая тренировка по проверке системы управления ВС РФ. Министерство обороны РФ (30 октября 2015).
28. ↑  Подводники отстрелялись по неполной программе. www.vedomosti.ru. Ведомости (22 октября 2019). Дата обращения: 12 января 2022. Архивировано 10 января 2022 года.
29. ↑  Стратегическое ядерное вооружение России. — 1998. — С. 209.
30. 1 2  Ю. В. Ведерников. Глава 2. Сравнительный анализ создания и развития Морских стратегических ядерных сил СССР и США // Сравнительный анализ создания и развития морских стратегических ядерных сил СССР и США. Архивировано 29 августа 2011 года.
31. ↑  СКБ-385 / под общ. ред. В. Г. Дегтяря. — 2007. — С. 145.
32. ↑  Укрощение ядра. Глава 2.2. Основные этапы развития морских стратегических комплексов. 2003 г, «Красный Октябрь», г.Саранск. Дата обращения: 22 апреля 2010. Архивировано из оригинала 19 июля 2011 года.